# Halowe Mistrzostwa Świata w Lekkoatletyce 1991 – sztafeta 4 × 400 m kobiet
Sztafeta 4 × 400 m kobiet – jedna z konkurencji rozgrywanych podczas halowych mistrzostw świata w lekkoatletyce w 1991, zmagania w niej odbyły się 10 marca.
Udział w tej konkurencji brały ekipy reprezentujące 5 państw. Zawody te wygrała ekipa z Niemiec (w składzie: Sandra Seuser, Katrin Schreiter, Annett Hesselbarth, Grit Breuer). Drugą pozycję zajęły zawodniczki ze Związku Radzieckiego (w składzie: Marina Szmonina, Ludmyła Dżyhałowa, Margarita Ponomariowa, Aelita Jurczenko), trzecią zaś reprezentantki Stanów Zjednoczonych (w składzie: Terri Dendy, Lillie Leatherwood, Jearl Miles, Diane Dixon).

## Wyniki
| Miejsce | Zawodniczki                                                              | Państwo           | Wynik   | Uwagi |
| ------- | ------------------------------------------------------------------------ | ----------------- | ------- | ----- |
| 01 !    | Sandra Seuser Katrin Schreiter Annett Hesselbarth Grit Breuer            | Niemcy            | 3:27,22 | WR    |
| 02 !    | Marina Szmonina Ludmyła Dżyhałowa Margarita Ponomariowa Aelita Jurczenko | ZSRR              | 3:27,95 | NR    |
| 03 !    | Terri Dendy Lillie Leatherwood Jearl Miles Diane Dixon                   | Stany Zjednoczone | 3:29,00 | AR    |
| 4.      | Sandra Myers Julia Merino Gregoria Ferrer Esther Lahoz                   | Hiszpania         | 3:31,86 | NR    |
| 5.      | Elsa Devassoigne Marie-Christine Cazier Évelyne Élien Viviane Dorsile    | Francja           | 3:34,05 |       |